# Klaus Hellmold
Klaus Franz Max Hellmold (* 11. Dezember 1913 in Berlin; † 31. März 1994) war ein deutscher Bühnen- und Filmschauspieler sowie ein Theaterregisseur, Chefdisponent und Bühnen-Verwaltungsdirektor.

## Leben und Wirken
Der Kaufmannssohn hatte nach seinem Abitur am Gymnasium Schulpforta von 1933 bis 1936 an der Leipziger Universität und in München studiert und nahezu zeitgleich, von 1934 bis 1936, Unterricht an der Schauspielschule des Alten Theater Leipzig bei Detlef Sierck und Lina Carstens erhalten. Hier war er zeitweilig (1935/36) auch Siercks Regieassistent. Seinen Einstand als Schauspieler gab Klaus Hellmold 1936 in einer Aufführung von August Strindbergs Ostern. Anschließend, in den Jahren 1939 bis 1941, wurde Hellmold als Spielleiter und im Fach des jugendlichen Helden an das Stadttheater Zwickau geholt. Dort sah man ihn unter anderem als Dr. Fleischer in einer Inszenierung von Gerhart Hauptmanns Der Biberpelz und als Ferdinand in Friedrich Schillers Kabale und Liebe. Von 1941 bis 1945 war Klaus Hellmold zur Wehrmacht eingezogen worden mit anschließender Kriegsgefangenschaft.
1946 kehrte er als Regisseur und Schauspieler ans Theater zurück, als man ihn nach Hannoversch Münden holte. Dort blieb Hellmold zwei Jahre und füllte das Fach des Ersten Helden aus. 1948 ging er für eine Spielzeit ans Schloßtheater Wolfenbüttel, wo man ihn abermals auch Regie führen ließ. Hellmold blieb zur Zeit der Gründung der Bundesrepublik im norddeutschen Raum tätig am Schloßtheater Celle und am Staatstheater Braunschweig. 1951 ging er nach Ingolstadt und füllte erneut das Fach des Ersten Helden aus. Es folgte 1952 bis 1954 an das Stadttheater Trier, ehe er als Gastspieldisponent an das Deutsche Theater Göttingen geholt wurde. 1956 nahm Klaus Hellmold eine Verpflichtung als Verwaltungsdirektor des Baden-Badener Stadttheaters an. Hier wirkte er auch beim Südwestfunk Baden-Baden. In jenen Jahren begann Klaus Hellmold auch vor die Kamera zu treten. Vor allem in den späten 1950er und frühen 1960er Jahren sah man ihn mit kleinen Rollen auch in einer Reihe von Kinofilmen. In späteren Jahren war der Schauspieler-Regisseur, dessen Hauptbeschäftigung von den 1960er bis in die späten 1980er Jahre hinein die eines Schauspielers und Chefdisponenten des Darmstädter Landestheaters war, kaum mehr aktiv. Eine seiner späten Paraderollen hatte er dort 1984 in der Henze-Oper Der junge Lord. Im November 1987 sah man ihn an selber Spielstätte auch in August Strindbergs Rausch. 

## Filmografie
- 1954: Was ihr wollt (Fernsehfilm)
- 1958: Hunde, wollt ihr ewig leben
- 1959: Natürlich die Autofahrer
- 1959: Die Brücke
- 1959: Drillinge an Bord
- 1960: Der letzte Fußgänger
- 1961: Kalamitäten
- 1976: Paule Pauländer
- 1979: Die Leute vom Domplatz (Fernsehserie)
- 1981: Tod eines Schülers (Fernseh-Mehrteiler, eine Folge)
- 1986: Bettkantengeschichten (Fernsehserie, eine Folge)

## Hörspiele
- 1946: Hans Christian Branner: Regen in der Nacht – Regie: Heinrich Wiedemann